# 古楼乡 (安化县)
古楼乡，是中华人民共和国湖南省益阳市安化县下辖的一个乡镇级行政单位。

## 行政区划
古楼乡下辖以下地区：
古楼坪村、年鱼村、方石村、庄里村、新潭村、三青村、烈溪村、蒙棋村、公安村、枫香村、蟒溪村、腊溪村、青松村、新林村、神湾村、夏湾村、白水村、安林村、建新村、和谐村、三合村、仙龙村、锁岩村和新立村。

## 中国传统村落
2013年8月，樟水凼被评为第二批中国传统村落。